# Wilnoteka
Wilnoteka – program telewizyjny TVP, a od 2010 także portal internetowy opisujący życie polskiej społeczności na Litwie. Program prowadzony przez dwójkę dziennikarzy Walentego Wojniłło i Edytę Maksymowicz trwa około 15 minut. Do tej pory przez 13 lat zrealizowano 427 odcinków.  
Portal Wilnoteka.lt oferuje szczegółowe informacje o wydarzeniach na Litwie, w Polsce, prognozę pogody, sport, wiadomości kulturalne i ciekawostki. 
Redakcja portalu Wilnoteka.lt została w 2016 laureatem Nagrody im. Macieja Płażyńskiego przyznawanej dziennikarzom i mediom służącym Polonii i Polakom za granicą.